# Fiat G.95
Il Fiat G.95 fu un progetto per una famiglia di aerei da ricognizione e bombardamento a getto sperimentali con caratteristiche VTOL, realizzato dall'azienda italiana Fiat Aviazione.
Il progetto nacque nell'ambito del programma NATO del 1962 volto alla sostituzione del Fiat G.91 con un aereo più capace e in grado di operare senza bisogno di lunghe piste di decollo, che si pensava sarebbero state uno dei primissimi obiettivi dell'ipotizzata aggressione sovietica all'europa nell'ambito della Guerra fredda.

## Storia del progetto
Nel 1961 l'Organizzazione del Trattato dell'Atlantico del Nord, più nota con la sua sigla NATO, emise una specifica identificata come Basic Military Requirement 3 (NBMR-3) al fine di valutare la possibilità di sostituire i Fiat G.91 allora in servizio come aereo da attacco al suolo leggero in alcune aeronautiche militari europee con un nuovo modello avente capacità VTOL, ovvero un velivolo in grado di decollare e atterrare verticalmente, in grado di essere impiegato come aereo da caccia e da ricognizione per controllare lo spazio aereo ai confini con le nazioni legate dal Patto di Varsavia.

Tavole prospettiche del G.95/6 la versione bombardiere

In quell'occasione vennero presentati quattro progetti, di cui uno inglese (Hawker P.1127, da cui deriverà in seguito l'Harrier), due tedeschi (EWR VJ 101 e Focke-Wulf 1262) e l'italiano FIAT G.95.
Progettato da Giuseppe Gabrielli, l'aereo nacque come sviluppo in direzione VTOL del precedente G.91 dello stesso progettista. Dopo essere passato per la tappa intermedia del prototipo a decollo corto (STOL) dello stesso G.91 già alla fine degli anni cinquanta, Gabrielli, per ottenere la spinta necessaria su entrambi i piani di interesse, pensò di affiancare al motore (o ai due motori) principale in posizione convenzionale un gruppo di più piccoli motori di gettosostentazione. Lo sviluppo fu affinato fino a portare ad un aereo molto diverso dal G.91 di origine che fu definito in due diverse macro-versioni, il cacciabombardiere/ricognitore G.95/4 e il bombardiere G.95/6.
Dopo essere stato presentato alle massime autorità dello Stato e anche al salone di Le Bourget del 1963), l'intero progetto finì per confluire insieme al succitato Focke-Wulf 1262 nel progetto congiunto italo-tedesco VFW VAK 191B nel 1964 (sebbene un certo grado di sviluppo autonomo sul G.95/4 fosse mantenuto dalla Fiat almeno fino al 1965), che tuttavia non vide mai la produzione in serie, anche in seguito al venire meno di buona parte dell'interesse verso il VTOL da parte dei vertici delle aeronautiche NATO.

## Tecnica
La propulsione del Fiat G.95/4 doveva essere affidata a due Rolls-Royce/MAN R.B.153 con prese d'aria separate ai due lati della fusoliera. In corrispondenza della radice alare, tra i due condotti dei motori principali sarebbero stati posti 4 piccoli turbogetti R.B.162, cui sarebbe stata affidata la gettosostentazione per il decollo e l'atterraggio verticale. Questi quattro motori erano dotati di prese d'aria dorsali coperte da due portelli separati che si aprivano controvento e ugelli ventrali coperti da un portello a doppia valva.
L'ala doveva essere a freccia positiva, di piccole dimensioni e dotata di un dente di squalo sul bordo d'entrata, mentre i piani di coda sarebbero stati in configurazione classica con monoderiva.
Il carrello d'atterraggio era un classico carrello triciclo con carrello anteriore a ruota singola e carrelli principali in corrispondenza di ogni ala a ruote singole.